# Liste der Kommenden des Templerordens

Kreuz des Templerordens

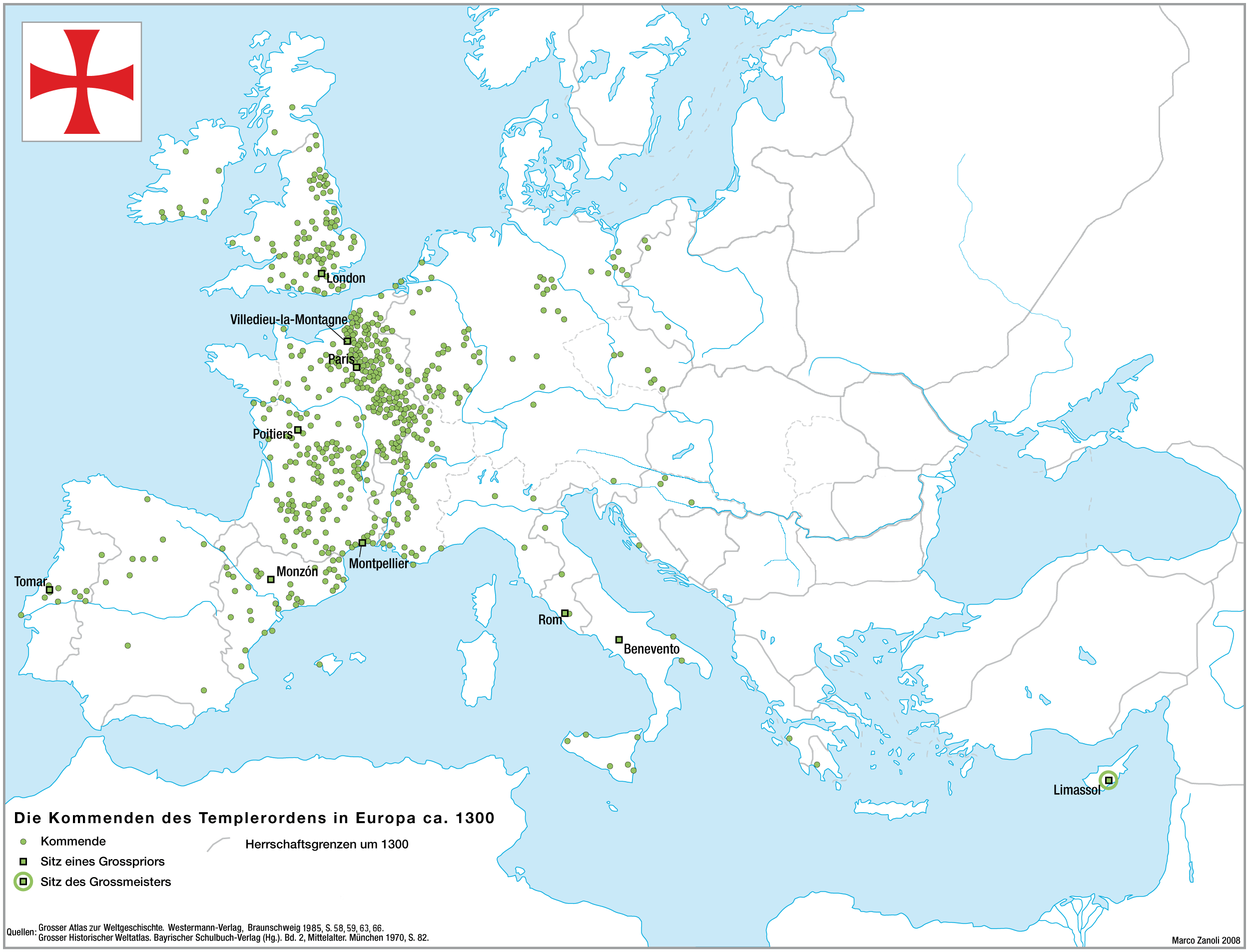
Die Niederlassungen des Templerordens in Europa um 1300

Der Templerorden besaß bis ins Mittelalter zahlreiche Kommenden, in denen Ordensangehörige lebten. Die Kommenden dienten nicht zuletzt zur Finanzierung des Kampfes der Ordensritter gegen die Muslime. Wie in anderen Orden auch waren die Niederlassungen in regionalen Provinzen zusammengefasst.

## Armenien
- Gaston[1]

## Belgien
- Komturei Neuve-Court

## Deutschland

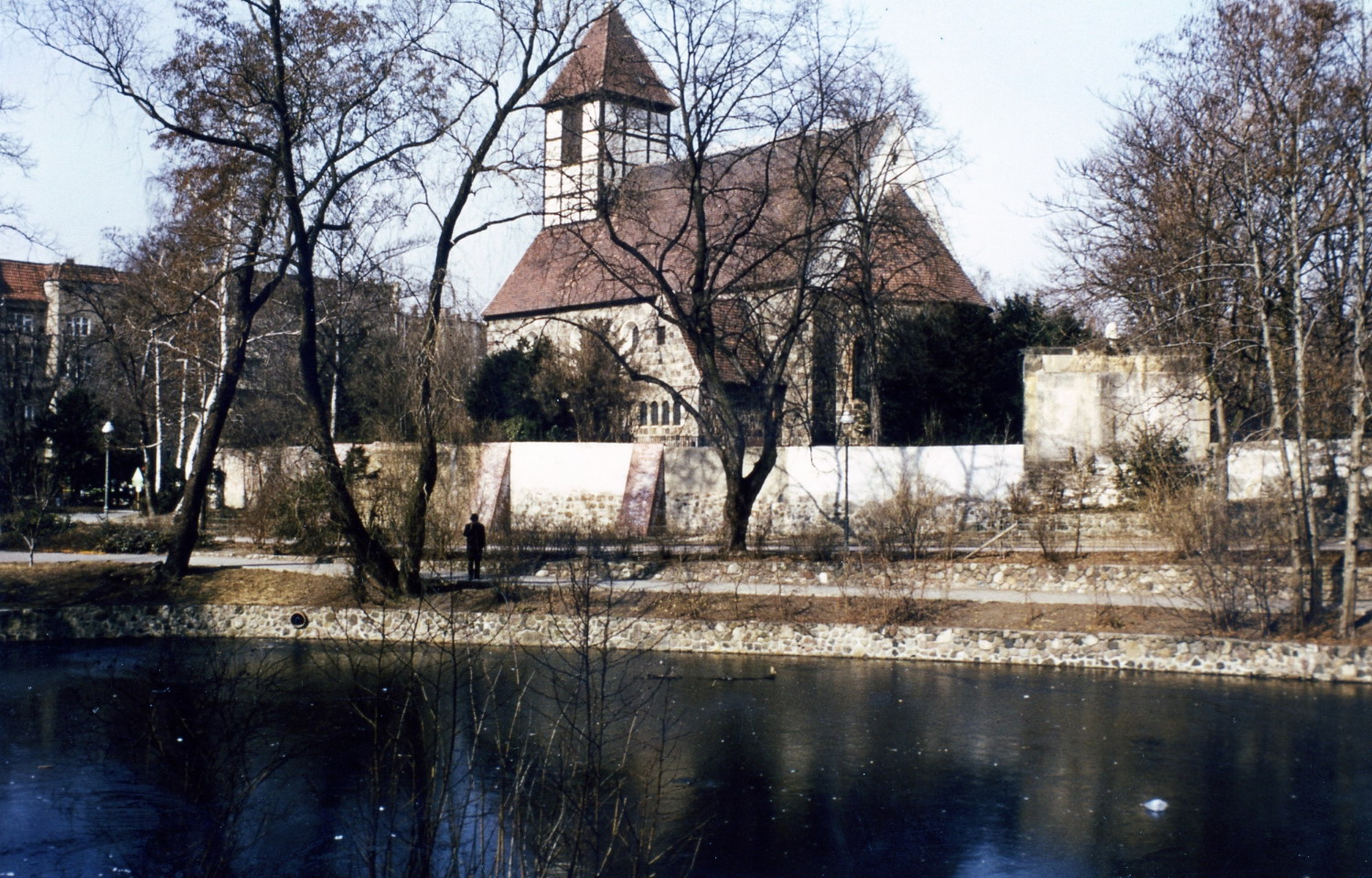
Komturhof Tempelhof (1983)

### Berlin/Brandenburg
- Komturei Berlin-Tempelhof, fiel 1318 an die Johanniter[2]
- Komturei Lietzen[3]

### Bayern
- Moritzbrunn (1251–1315)[4]
- Altmühlmünster (1155–1312), fiel an die Johanniter[4]
- Augsburg (–1312), fiel an die Dominikaner[4]
- Bamberg (–1311/12), fiel vermutlich an die Franziskaner[4]

### Niedersachsen
- Templerkommende Braunschweig (1189–1321), fiel 1357 an die Johanniterkommende Braunschweig[5]
- Emmerstedt bei Helmstedt[6]
- Kommende Süpplingenburg (1245–1312), fiel 1357 an die Johanniterkommende Süpplingenburg[7]
- Templerkommende Tempelachim bei Hornburg, Landkreis Wolfenbüttel[8]

### Rheinland-Pfalz
- Hof Iben bei Fürfeld[9]
- Kommende Kirchheim bei Kirchheim an der Weinstraße[10]
- Breisig[11]
- Hönningen[12]
- Mainz[13]
- Mühlen (Mühlheim)[13]
- Roth an der Our[14]
- Trier (1228–1312), fiel vermutlich an die Johanniter[8]

### Sachsen-Anhalt
- Templerkommende Halberstadt[12]
- Magdeburg (1262–)[13]
- Kommende Mücheln bei Wettin im Saalekreis[13]
- Templerkommende Oschersleben[15]
- Wichmannsdorf bei Haldensleben im Landkreis Börde[16]

### Thüringen
- Bollstedt[9]
- Nordhausen[9]
- Kommende Topfstedt, fiel an die Johanniter[15]
- Komturhof Utterode bei Sollstedt, Landkreis Nordhausen, war der Templerkommende Nordhausen unterstellt, fiel an die Johanniter

## Frankreich
- Avalleur, Gemeinde Bar-sur-Seine, Département Aube[17]
- Belleville (1209-), Gemeinde Prunay-Belleville, Département Aube[5]
- Bonlieu, Département Jura[5]
- Buxières, Gemeinde Buxières-sur-Arce, Département Aube[5]
- Charmant, Département Charente
- Komturei Laon (1134–1312), Département Aisne
- Libdeau, (zweite Hälfte 12. Jahrhundert – 1312), Département Meurthe-et-Moselle, fiel an die Johanniter[18]
- Marseille, Département Bouches-du-Rhône[13]
- Mas Deu, Gemeinde Trouillas, Département Pyrénées-Orientales[13]
- Mesnil-Saint-Loup, Département Aube[13]
- Metz, Département Moselle[13]
- Moisy-le-Temple, Département Aisne
- Neuilly-sous-Clermont, Département Oise[19]
- Paris (La Ville Neuve du Temple) (1140/1150–1312)[20]
- Payns, Département Aube[20]
- Perchois, Gemeinde Saint-Phal, Département Aube[20]
- Pierrevillers, Département Moselle[20]
- Resson, Gemeinde La Saulsotte, Département Meuse[14]
- Richerenches, Département Vaucluse
- Roaix, Département Vaucluse
- Ris-Orangis (13. Jahrhundert), Département Essonne
- Sancey-le-Grand, Département Doubs[7]
- Thors, Département Aube[8]
- Troyes (1129–), Département Aube[8]
- La Ville-Dieu-du-Temple, Département Tarn-et-Garonne

### Elsass
- Bergheim (1220–1312), Département Haut-Rhin, fiel an die Johanniter[5]

## Italien
- San Bevignate, Perugia, Region Umbrien[7]

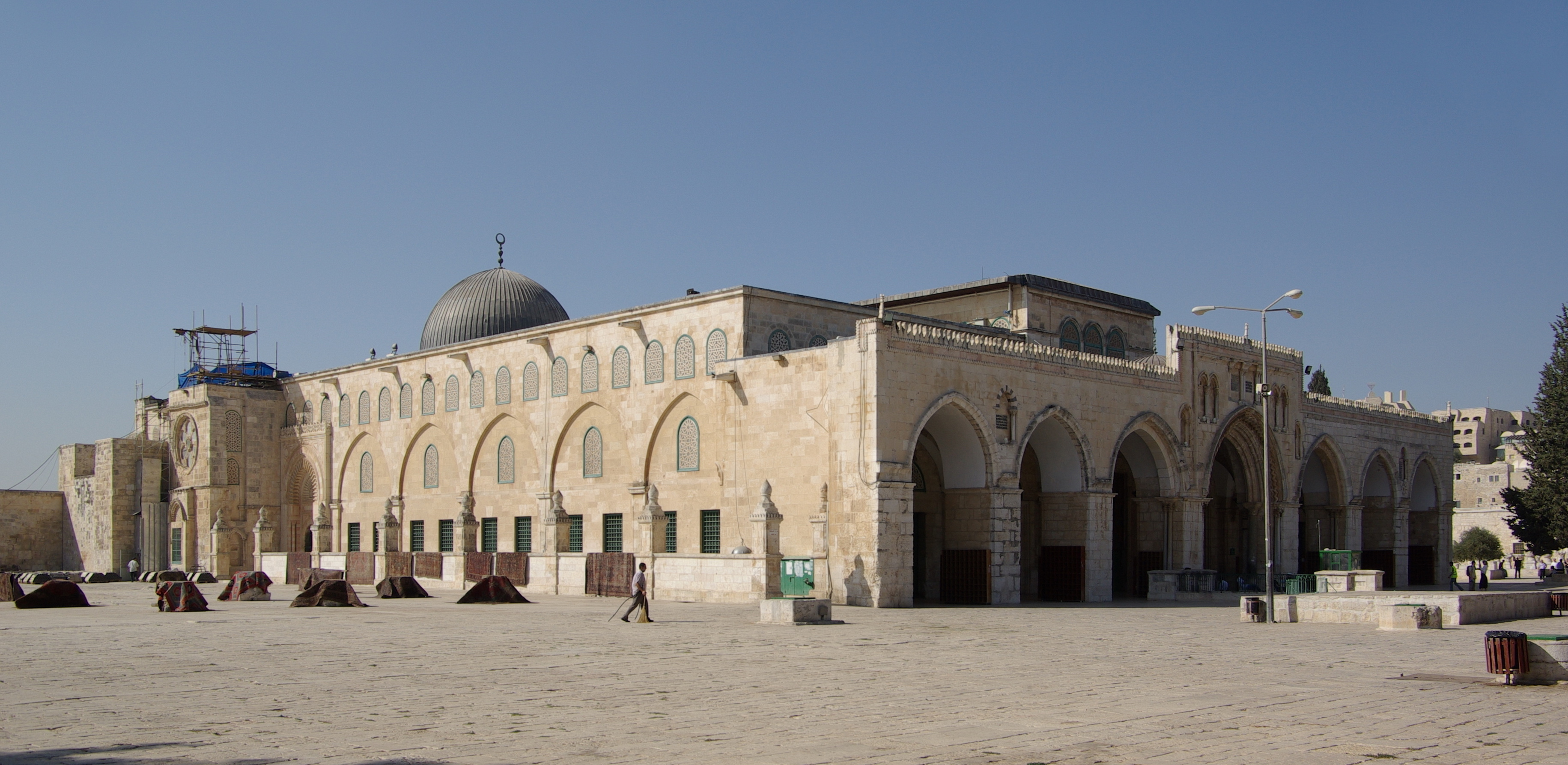
An der Stelle der heutigen Al-Aqsa-Moschee auf dem Tempelberg, wo von 530-614 die Basilika St. Maria stand, befand sich bis 1187 das erste Hauptquartier der Tempelritter.

## Israel / Palästina

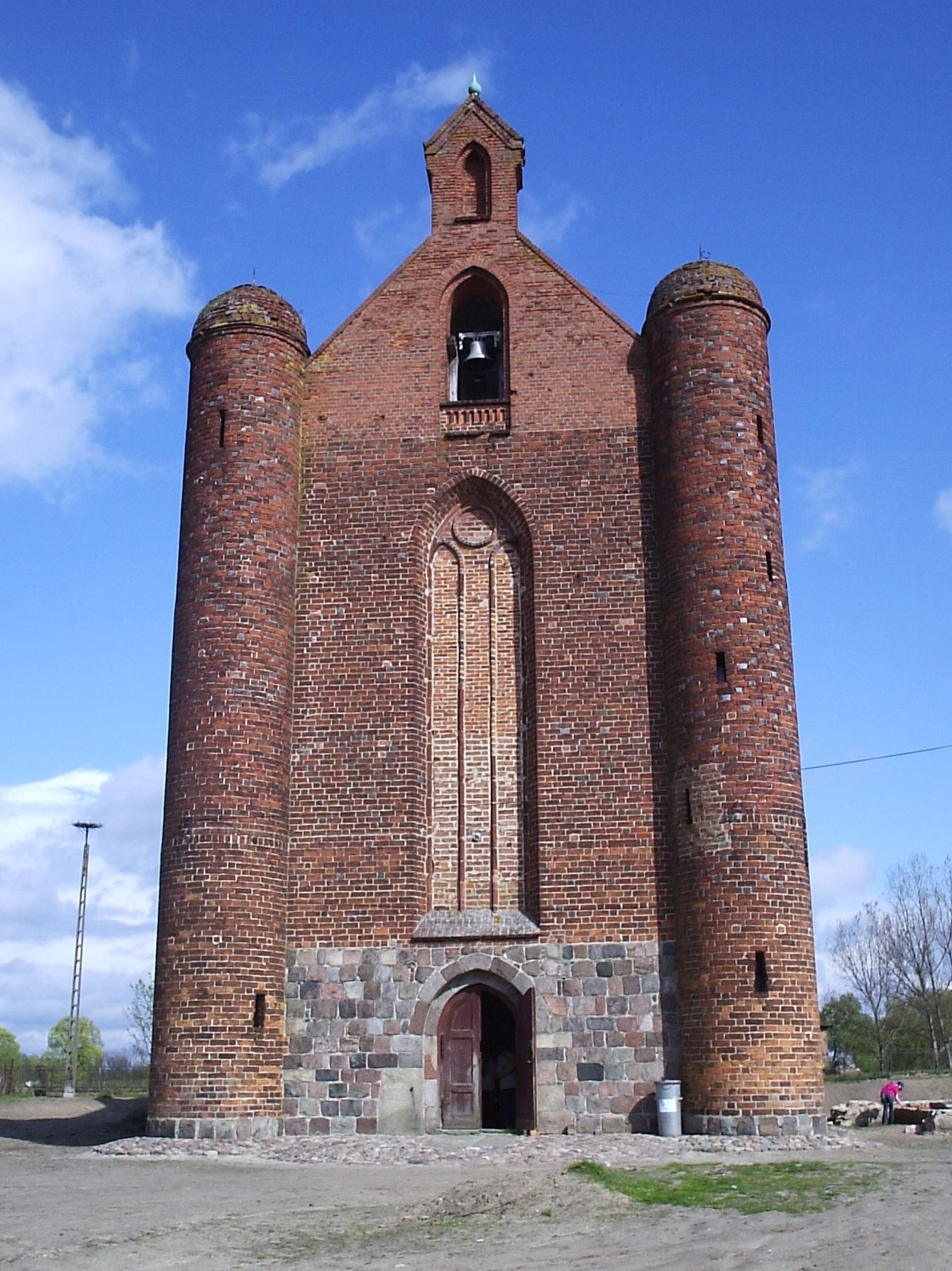
Templerkirche Quartschen

- Akkon (1104–)[17]
- Safed[7]

## Polen

### Neumark
- Soldin (1107–)[21][22], heute polnisch Myślibórz
- Quartschen[23], heute polnisch Chwarszczany
- Zielenzig[24], heute polnisch Sulęcin

### Niederschlesien
- Klein Oels (1226–1312), heute polnisch Oleśnica Mała

### Oberschlesien
- Sobischowitz (deutsch Petersdorf), heute polnisch Szobiszowice bei Gliwice (deutsch Gleiwitz)

### Pommern
- Großendorf[25], heute polnisch Władysławowo

### Westpommern

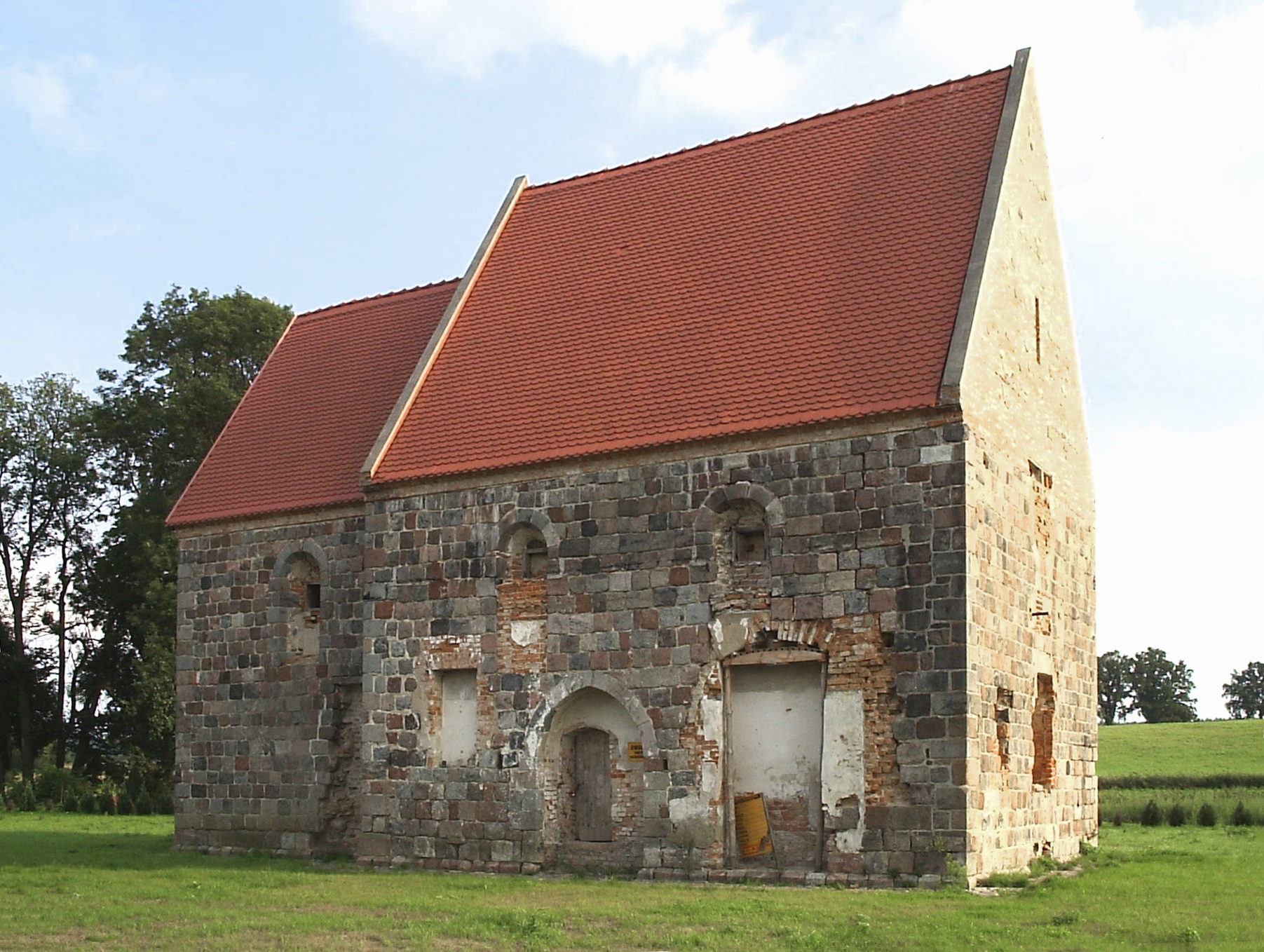
Kapelle der ehemaligen Templerkomturei Rörchen.

- Rörchen[14], heute polnisch Rurka

## Portugal
- Tomar[8]

## Schottland
- Balantrodoch, Council Area Midlothian[5]

## Schweiz
In der heutigen Schweiz existierten nur zwei Komtureien: die ab 1223 bezeugte Komturei von La Chaux (Cossonay) und die 1277 erstmals erwähnte von Genf (Quartier de Rive). Ihnen waren andere Ordenshäuser unterstellt, die sog. écarts v. a. in Cologny, Bénex (Gem. Prangins) und Entremont (Gem. Yvonand). Alle diese Niederlassungen gehörten zur Ballei (oder Präzeptorei) Burgund, einer Subprovinz der Provinz Frankreich. Nach der Aufhebung des Ordens 1312 gelangten dessen Güter an den Orden vom Hospital des hl. Johannes zu Jerusalem (Johanniter). In der Folge wurde aus La Chaux eine Johanniterkomturei und der Besitz der Genfer Komturei ging an die Johanniter in Compesières über.
- Genf[1]

## Spanien

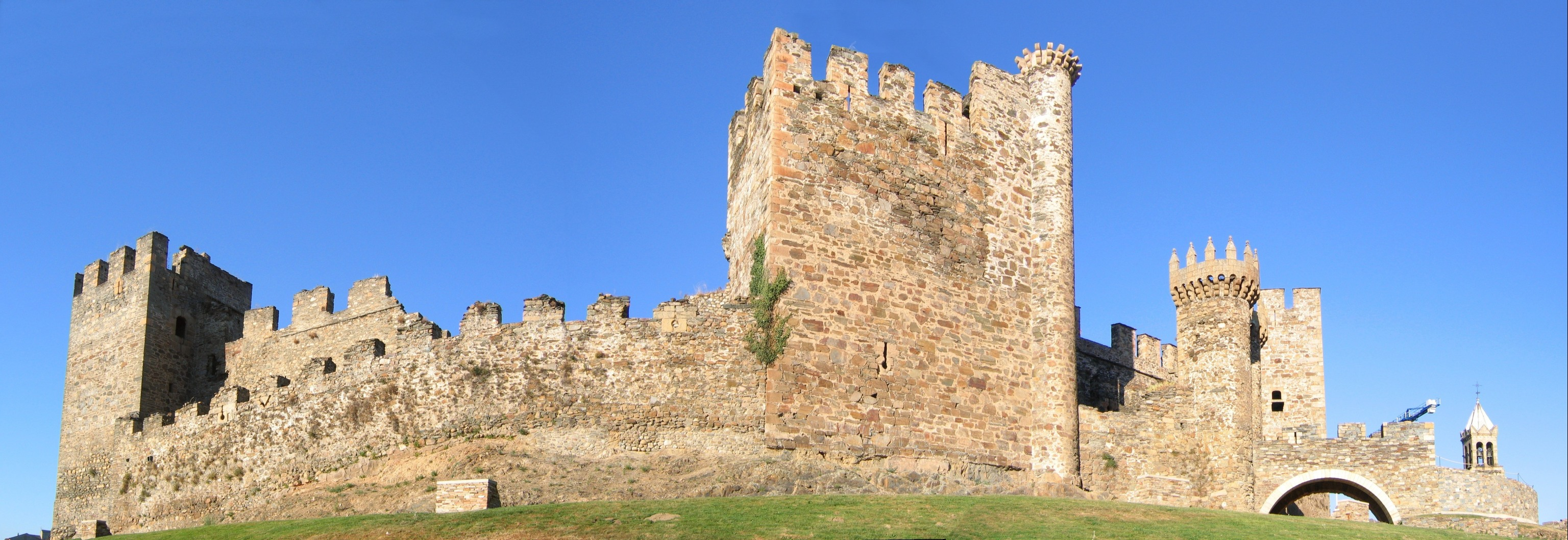
Templerburg in Ponferrada, Spanien, die im 12./13. Jh. am Rande des Jakobsweges erbaut wurde und auch zum Schutz der Jakobspilger diente.

- Gardeney (1160–1312)[1]
- Huesca (1171–)[12]
- Miravet[13]
- Monzón[13]
- Ponferrada[20]

## Syrien
- Safitha (Castel-Blanc)[7]
- Tartus[8]

## Tschechien
- Uhříněves Aurinowes[17]
- Čejkovice u Hodonína